# Medaliści mistrzostw świata w kolarstwie przełajowym (U-23)
Pełna lista medalistów mistrzostw świata w kolarstwie przełajowym mężczyzn w kategorii do lat 23.

## Medaliści
| Rok i miejsce            | Złoto                  | Srebro                 | Brąz                    |
| ------------------------ | ---------------------- | ---------------------- | ----------------------- |
| 1996 Montreuil           | Miguel Martinez        | Patrick Blum           | Zdeněk Mlynář           |
| 1997 Monachium           | Sven Nys               | Bart Wellens           | Christophe Morel        |
| 1998 Middelfart          | Sven Nys               | Bart Wellens           | Petr Dlask              |
| 1999 Poprad              | Bart Wellens           | Tom Vannoppen          | Timothy Jonson          |
| 2000 Sint-Michielsgestel | Bart Wellens           | Tom Vannoppen          | Davy Commeyne           |
| 2001 Tabor               | Sven Vanthourenhout    | Tomáš Trunschka        | David Kášek             |
| 2002 Zolder              | Thijs Verhagen         | Davy Commeyne          | Tomáš Trunschka         |
| 2003 Monopoli            | Enrico Franzoi         | Wesley Van Der Linden  | Thijs Verhagen          |
| 2004 Pontchâteau         | Kevin Pauwels          | Dariusz Gil            | Martin Zlámalík         |
| 2005 St. Wendel          | Zdeněk Štybar          | Radomír Šimůnek        | Simon Zahner            |
| 2006 Zeddam              | Zdeněk Štybar          | Lars Boom              | Niels Albert            |
| 2007 Hooglede            | Lars Boom              | Niels Albert           | Romain Villa            |
| 2008 Treviso             | Niels Albert           | Aurélien Duval         | Cristian Cominelli      |
| 2009 Hoogerheide         | Philipp Walsleben      | Christoph Pfingsten    | Paweł Szczepaniak       |
| 2010 Tabor               | Arnaud Jouffroy        | Tom Meeusen            | Marek Konwa             |
| 2011 St. Wendel          | Lars van der Haar      | Mike Teunissen         | Karel Hník              |
| 2012 Koksijde            | Lars van der Haar      | Wietse Bosmans         | Michiel van der Heijden |
| 2013 Louisville          | Mike Teunissen         | Wietse Bosmans         | Wout Van Aert           |
| 2014 Hoogerheide         | Wout Van Aert          | Michael Vanthourenhout | Mathieu van der Poel    |
| 2015 Tabor               | Michael Vanthourenhout | Laurens Sweeck         | Stan Godrie             |
| 2016 Zolder              | Eli Iserbyt            | Adam Ťoupalík          | Quinten Hermans         |
| 2017 Belvaux             | Joris Nieuwenhuis      | Felipe Orts            | Sieben Wouters          |
| 2018 Valkenburg          | Eli Iserbyt            | Joris Nieuwenhuis      | Yan Gras                |
| 2019 Bogense             | Thomas Pidcock         | Eli Iserbyt            | Antoine Benoist         |
| 2020 Dübendorf           | Ryan Kamp              | Kevin Kuhn             | Mees Hendrikx           |
| 2021 Ostenda             | Pim Ronhaar            | Ryan Kamp              | Timo Kielich            |
| 2022 Fayetteville        | Joran Wyseure          | Emiel Verstrynge       | Thibau Nys              |
| 2023 Hoogerheide         | Thibau Nys             | Tibor Del Grosso       | Witse Meeussen          |
| 2024 Tabor               | Tibor Del Grosso       | Emiel Verstrynge       | Jente Michels           |

## Tabela medalowa
Stan po MŚ 2024.
| Miejsce | Państwo           |    |    |   | Razem |
| ------- | ----------------- | -- | -- | - | ----- |
| 1.      | Belgia            | 13 | 15 | 8 | 36    |
| 2.      | Holandia          | 9  | 5  | 6 | 20    |
| 3.      | Czechy            | 2  | 3  | 6 | 11    |
| 4.      | Francja           | 2  | 1  | 4 | 7     |
| 5.      | Niemcy            | 1  | 1  | 0 | 2     |
| 6.      | Włochy            | 1  | 0  | 1 | 2     |
| 7.      | Wielka Brytania   | 1  | 0  | 0 | 1     |
| 8.      | Szwajcaria        | 0  | 2  | 1 | 3     |
| 9.      | Polska            | 0  | 1  | 2 | 3     |
| 10.     | Hiszpania         | 0  | 1  | 0 | 1     |
| 11.     | Stany Zjednoczone | 0  | 0  | 1 | 1     |